# IJzer(II)bromide
IJzer(II)bromide is een ijzerzout van waterstofbromide, met als brutoformule FeBr2. De stof komt voor als geelbruine kristallen met een trigonale kristalstructuur. Het is oplosbaar in water en een aantal organische oplosmiddelen. IJzer(II)bromide is een zwakke reductor. Het kan als katalysator voor een aantal organische reacties worden gebruikt.

## Synthese
IJzer(II)bromide kan bereid worden uit reactie van ijzer en ammoniumbromide:
{\displaystyle {\ce {2 NH4Br + Fe -> FeBr2 + NH3 + H2}}}
Een andere synthesemethode is de thermolyse (> 200°C) van ijzer(III)bromide:
{\displaystyle {\ce {2 FeBr3 -> 2 FeBr2 + Br2}}}